# Комаров, Александр Николаевич (Герой Российской Федерации)
Александр Николаевич Комаров (род. 1945) — лётчик-испытатель ОКБ имени С. В. Ильюшина, Герой Российской Федерации (2003).
Детство и юность провёл в городе Колпино (в черте Ленинграда). В армии с сентября 1963 года. В 1967 году окончил Качинское высшее военное авиационное училище лётчиков. Служил в строевых частях ВВС (в Группе советских войск в Германии и Одесском военном округе). С декабря 1973 года капитан А. Н. Комаров — в запасе. В 1975 году окончил Школу лётчиков-испытателей.
В 1975—1990 — лётчик-испытатель Тбилисского авиазавода. Испытывал серийные сверхзвуковые учебные истребители МиГ-21УМ (в 1974—1980 годах), реактивные штурмовики Су-25 (в 1979—1990 годах) и их модификации.
В 1990—2010 — лётчик-испытатель ОКБ имени С. В. Ильюшина. Провёл большой объём испытаний пассажирского самолёта Ил-114 (в том числе его испытания на грунте), ряд испытательных работ на самолётах Ил-76, Ил-86, Ил-96 и их модификациях.
За мужество и героизм, проявленные при испытании новой авиационной техники, Указом Президента России от 10 октября 2003 года лётчику-испытателю Комарову Александру Николаевичу присвоено звание Героя Российской Федерации с вручением медали «Золотая Звезда».
Живёт в Москве.
Заслуженный лётчик-испытатель РФ (19.10.1996), капитан (1972). Награждён медалями.